# Ropucha szara

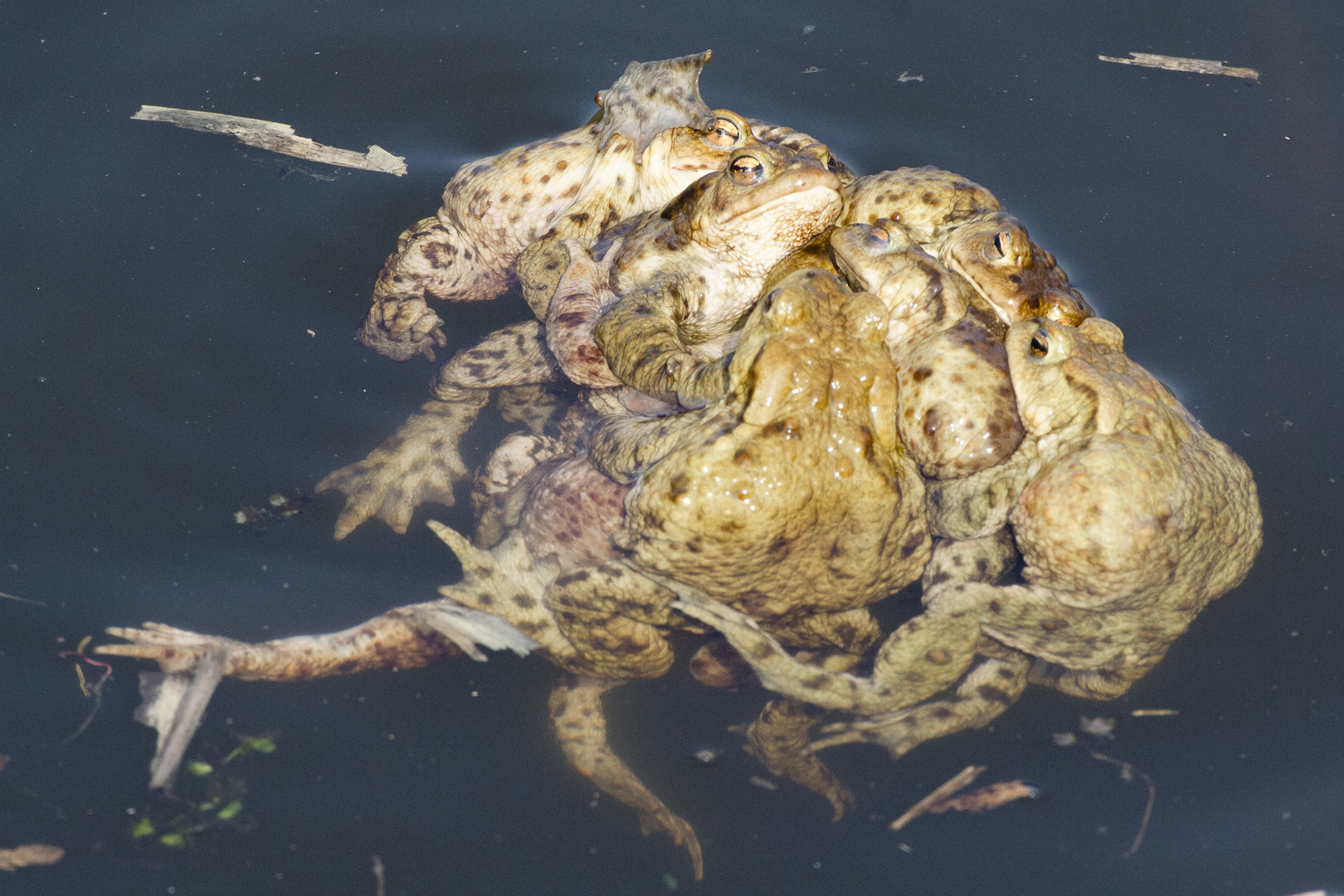
Ampleksus zbiorowy

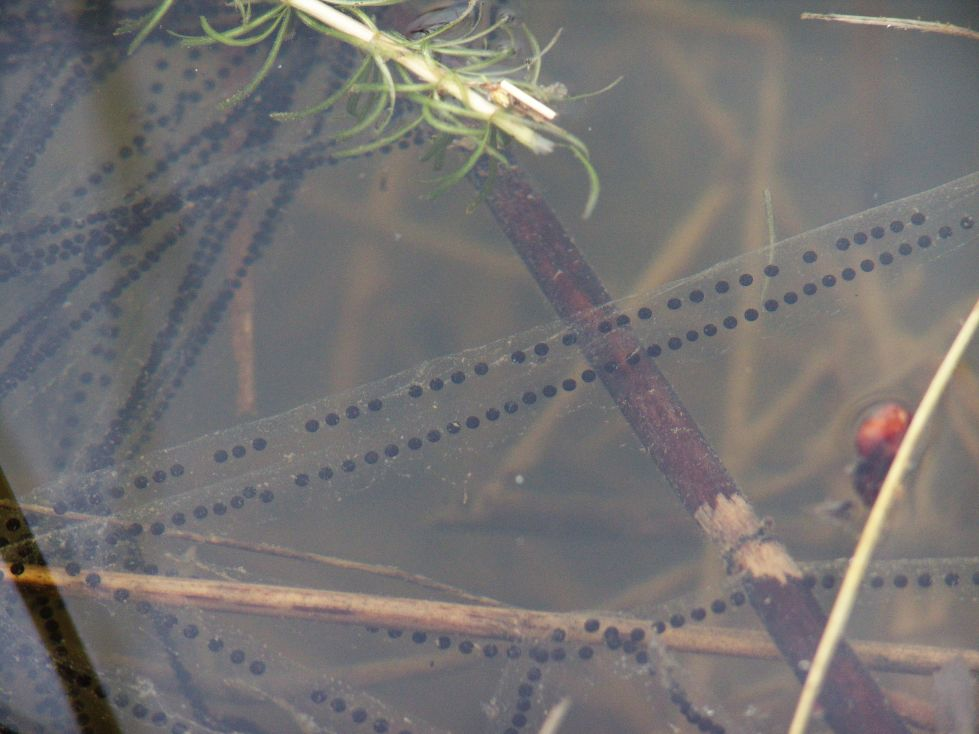
Skrzek

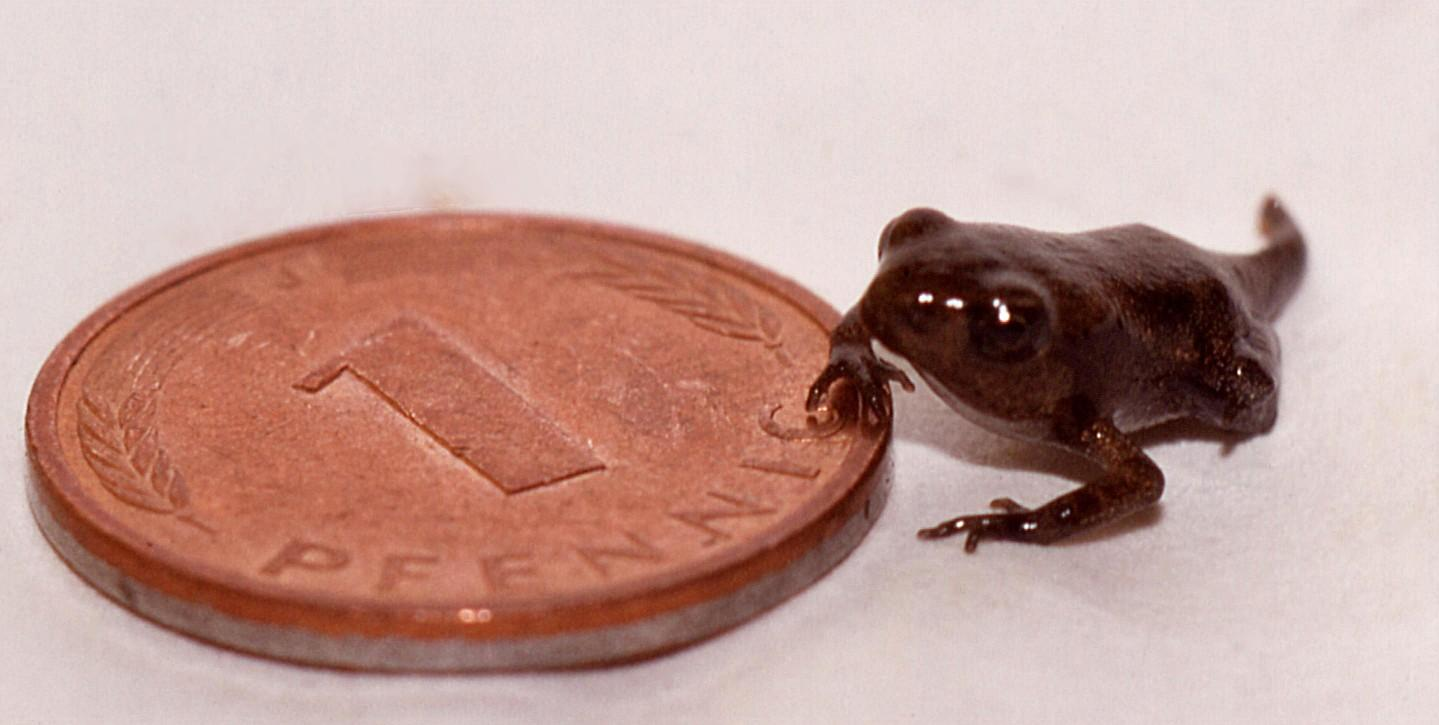
Młoda ropucha szara na tle jednego feniga

Ropucha szara, ropucha zwyczajna (Bufo bufo) – gatunek płaza bezogonowego z rodziny ropuchowatych (Bufonidae), największa z żyjących w Polsce ropuch.

## Morfologia
U tego gatunku dymorfizm płciowy pod względem wielkości ciała jest najwyraźniej zaznaczony wśród polskich ropuch. Samce – mniejsze – osiągają długość 46–98 mm, samice – większe – długość 61–125 mm. Ciało tego płaza jest krępe i masywne, pysk szeroki. Skóra grzbietu chropowata ze względu na liczne brodawki. Z tyłu głowy olbrzymie gruczoły przyuszne. Błony bębenkowe są małe i słabo widoczne. Na środkowych palcach tylnych nóg występują podwójne modzele stawowe. Błony pławne sięgają do połowy palców. Zabarwienie grzbietu jest brązowe w różnych odcieniach szarości, zwykle jednolite. Brzuch zawsze jaśniejszy, brudnoszary, pokryty plamami.

## Roczny cykl życiowy
Roczny cykl życia ropuchy szarej dzieli się na 3 okresy: snu zimowego, porę godową i okres żerowania.

### Gody
Ropucha szara pojawia się dość wcześnie. Na niżu można ją spotkać na początku marca. Gody rozpoczyna po wejściu do wody, nie ma szczególnych wymagań co do zbiornika. Jeśli woda zajmuje większy obszar, ropuchy trzymają się w strefie przybrzeżnej.
Ubarwienie godowe u tego gatunku nie występuje. U samców pojawiają się w tym okresie czarne modzele godowe na trzech pierwszych palcach kończyn przednich, stają się agresywne i często z braku samicy atakują inne zwierzęta. Ich głos jest słaby, ze względu na brak rezonatorów.
Samica składa jaja w dwóch sznurach i rozwiesza wśród roślin (w górach owija wokół kamieni). Pojedynczy sznur ma długość 2,5–5 m, a liczba złożonych jaj to około 2765 do 9746. Pojedyncze jajo ma średnicę ok. 1,7 mm (dane według Bergera).
Kijanki mają czarny grzbiet, brzuch jest jaśniejszy. Ich długość dochodzi do 2,5–3,5 cm. Przeobrażenie przypada na koniec czerwca. Młode ropuszki opuszczają wtedy masowo wodę. Ze względu na to, że podczas przeobrażenia tracą ogon, są mniejsze od kijanek – 5–10 mm. W czasie tych masowych wędrówek wiele z nich ginie. Są one pożerane przez ptaki, inne płazy, a czasem owady i pająki. Giną również pod kołami samochodów. Dojrzałość płciową osiągają w 2 (samce) i 3 (samice) roku życia.

### Sen zimowy
Ropuchy szare zimują w różnego rodzaju dziurach w ziemi, czasem w piwnicach, często gromadnie z innymi płazami. Rzadko spędzają zimę w wodach płynących razem z żabami trawnymi i wodnymi.

## Występowanie
Gatunek ten występuje w niemal całej Europie, z wyjątkiem Irlandii i niektórych wysp śródziemnomorskich, oraz w Atlasie i Azji (po obwód irkucki w środkowo-południowej Syberii, północny Kazachstan i region autonomiczny Sinciang w północno-zachodnich Chinach, także w Turcji). W górach dochodzi do 2100 m n.p.m. Na krańcach zasięgu tworzy podgatunki. Osobniki podgatunku Bufo bufo spinosus zamieszkującego południową Europę osiągają 25 cm. Polskę zamieszkuje podgatunek nominatywny, jest znana na terenie całego kraju. W Tatrach dochodzi do piętra kosodrzewiny. Na Babiej Górze spotykana jest nawet pod samym szczytem, już w piętrze alpejskim.
Ropuchę tę można spotkać w lasach, na polach i w ogrodach. Unika terenów bardzo suchych i podmokłych.

## Zachowanie
Prowadzi wieczorny i nocny lądowy tryb życia (młode polują także w ciągu dnia), do wody wchodzi tylko podczas godów. Podczas łowów z reguły chodzi unosząc ciało nieco nad ziemią. Skokami porusza się nieporadnie – zazwyczaj tylko w czasie ucieczki. Jest bardzo żarłoczna. Poluje na duże dżdżownice, nagie ślimaki, owady, pająki. Czasem łowi także drobne kręgowce – inne płazy, gady, a nawet małe gryzonie i pisklęta ptaków. Jest bardzo pożyteczna w walce ze szkodnikami ogrodów i pól. Jako zwierzę o nocnym trybie życia zastępuje śpiące wtedy ptaki owadożerne. Masowo zjada szkodniki, takie jak owady i ślimaki. Ponadto jest jednym z nielicznych zwierząt pożerających stonkę ziemniaczaną. Na terenach pasiek zjada duże ilości pszczół, na których jad, jak również na jad os, nie jest specjalnie wrażliwa.
Ropucha szara jest silnie przywiązana do miejsca, szczególnie stare osobniki. Dzięki dobrej orientacji w przestrzeni po polowaniu wraca do swojej stałej kryjówki. Obiera sobie na nią zazwyczaj nory kretów i gryzoni (albo wykopane samodzielnie), szpary między korzeniami drzew lub gęste krzewy. W sen zimowy zapada późną jesienią. Zimuje zagrzebana w ziemi lub w piwnicach.

## Zagrożenia

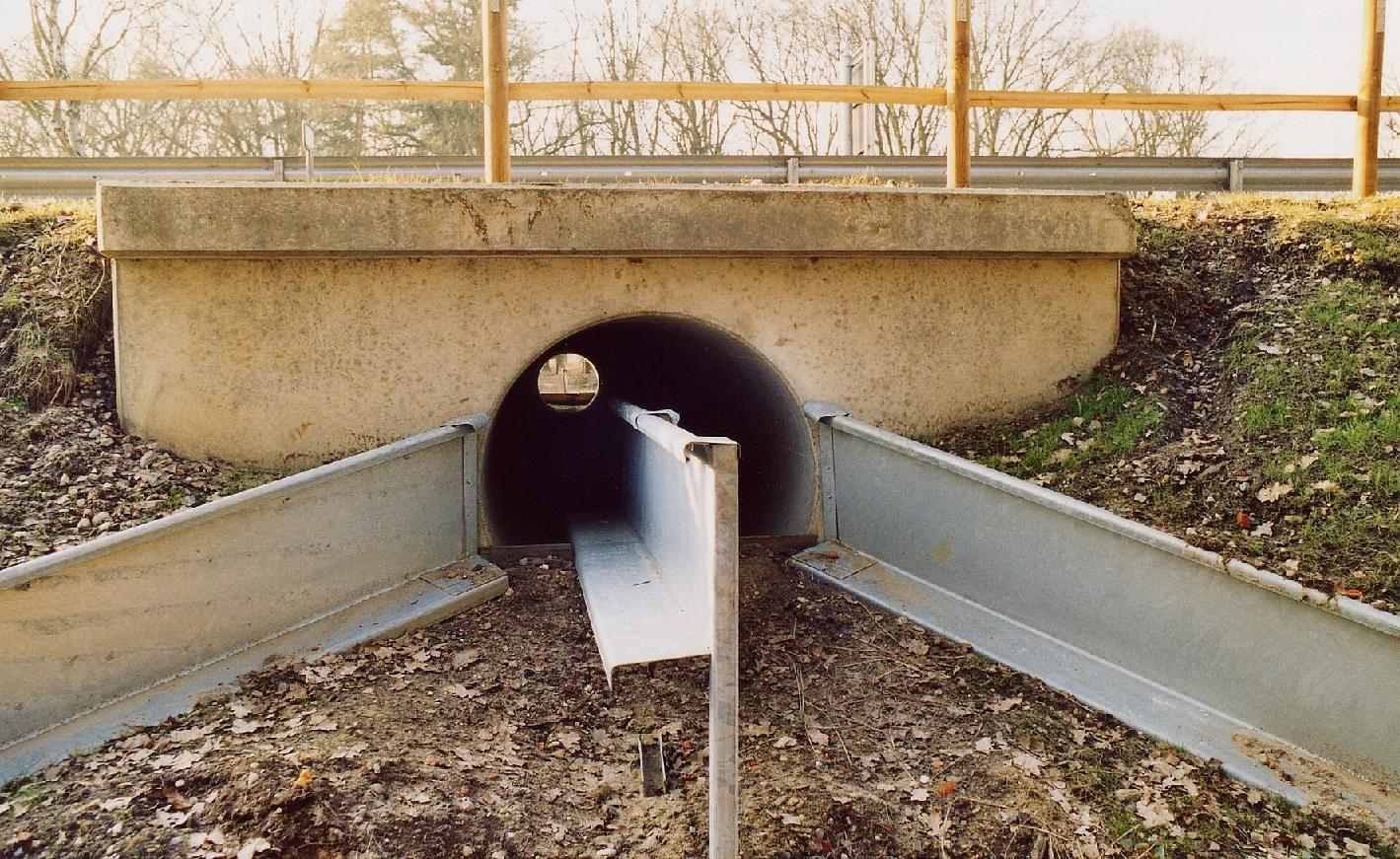
Tunel pod szosą dla wędrujących płazów, aby zmniejszyć ich śmiertelność w czasie migracji

Zagrożenia można podzielić na dwie zasadnicze grupy: naturalne (wrogowie, pasożyty), które są groźne jedynie dla pojedynczych osobników (chyba że zostanie zachwiana równowaga ekologiczna), oraz powodowane przez człowieka (np. ginięcie ropuch pod kołami samochodów).
Dorosłe ropuchy mają niewielu naturalnych wrogów. Polują na nie jedynie zaskrońce, rzadziej sowy. Do obrony przed drapieżnikami ropucha wykorzystuje gruczoły jadowe, które znajdują się na skórze. Na młode ropuszki opuszczające zbiorniki wodne polują także ptaki, inne płazy, czasami również owady, czy pająki. Duże zagrożenie stanowią dla nich również samochody, gdyż trasy ich wędrówek nierzadko przecinają się z drogami.
Płazy te mają wiele pasożytów. Jednym z groźniejszych jest mucha ropuszanka (Lucilia bufonivora). Składa ona jaja do jamy nosowej ropuchy. Z jaj wylęgają się larwy o postaci czerwia, które umiejscawiają się w otworach nosowych i oczodołach, a następnie stopniowo wyjadają ciało żywiciela, omijając główne narządy, aby nie spowodować zbyt wczesnej śmierci. Ropucha ginie po kilkunastu dniach. Zarażone ropuchy zachowują się nietypowo – nie reagują na zagrożenia, wychodzą w słoneczne dni na otwarte przestrzenie.
W Polsce ropucha szara podlega częściowej ochronie gatunkowej.

## Literatura
- Leszek Berger, Płazy i gady Polski – Klucz do oznaczania – Wydawnictwo Naukowe PWN, Warszawa-Poznań 2000 (ISBN 83-01-13139-X)
- Aleksander Herczek, Jacek Gorczyca, Płazy i gady Polski: atlas i klucz – Wydawnictwo Kubajak 1999 (ISBN 83-87971-11-1)
- Václav Laňka i Zbyšek Vít, Płazy i gady – Polska Oficyna Wydawnicza „BGW”, Warszawa 1993